# Flörsheimer Warte

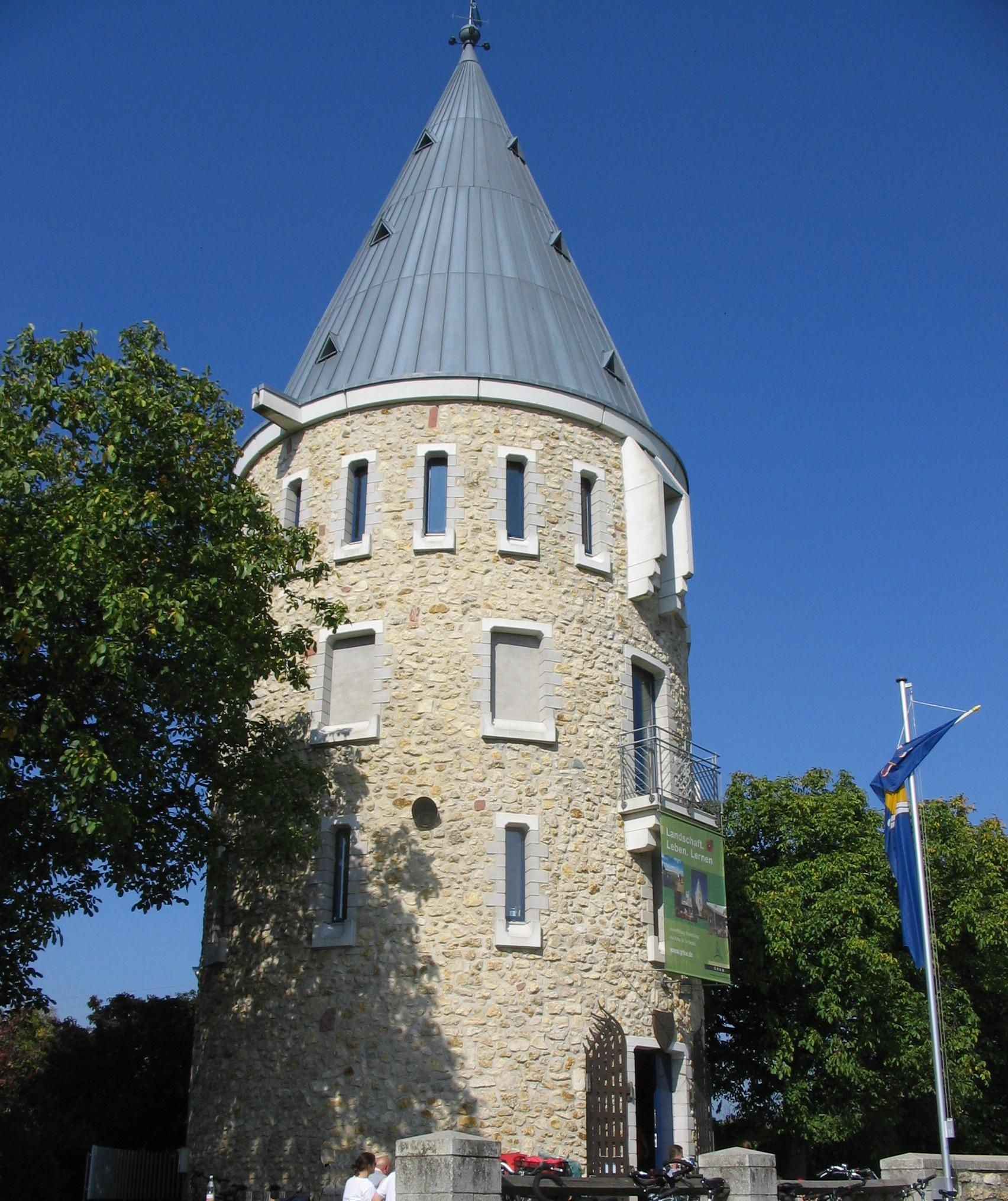
Die Flörsheimer Warte

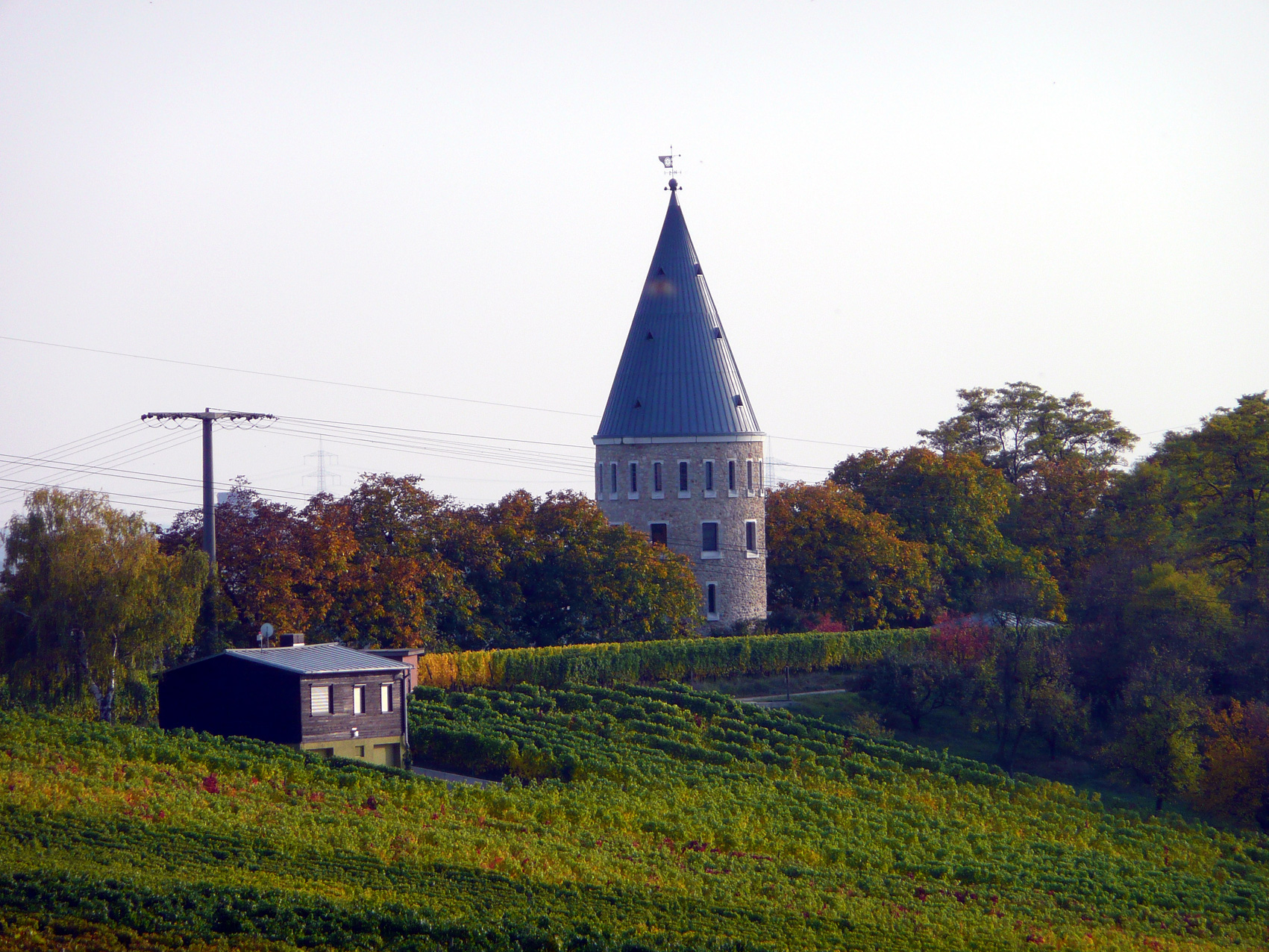
Umgebung des Turms

Die Flörsheimer Warte ist ein Wartturm im Stadtteil Wicker von Flörsheim am Main im Main-Taunus-Kreis in Hessen.
Er gehörte zur ehemaligen Kasteler Landwehr, welche Berthold von Henneberg als Mainzer Erzbischof im 15. Jahrhundert zum Schutz der rechtsrheinischen Besitzungen errichtet hatte. Dazu gehörten auch die Mosbacher Warte bei Mosbach, die Erbenheimer Warte bei Erbenheim und die Hochheimer Warte bei Hochheim am Main. Nach der Säkularisierung (1803) verlor die Landwehr ihre Bedeutung, da die Dörfer nun zum nördlich gelegenen Gebiet des Hauses Nassau gehörten und hier keine Grenze mehr zu verteidigen war. Die Flörsheimer Warte verfiel zur Ruine.
1996 legte die Gesellschaft zur Rekultivierung der Kiesgrubenlandschaft Weilbach (GRKW) einen Plan vor, rund 50 Meter nordöstlich der verbliebenen Fundamente ⊙ einen neuen Turm zu errichten. Der Nachbau nach Plänen von Franz Josef Hamm orientierte sich an der von Zeichnungen bekannten Gestalt des zerstörten Bauwerks. Es handelt sich um einen Rundturm mit einem spitzen Steindach mit einem Ausflugslokal.